# کیسه‌گرگان
کیسه‌گُرگان تیره‌ای از کیسه‌داران گوشتخوار منقرض‌شده‌ است که در راسته ستبردم‌سانان قرار دارد. تنها گونه عضو این تیره گرگ تاسمانی بود که در سال ۱۹۳۶ منقرض شد. همه دیگر جانوران عضو این تیره در دوره پیشاتاریخی در استرالیا زندگی می‌کردند.